# Lijst van burgemeesters van Voerendaal
Dit is een lijst van burgemeesters van de Nederlandse gemeente Voerendaal in de provincie Limburg.
| Ambtsperiode                       | Naam burgemeester                      | Partij of stroming | Bijzonderheden                                            |
| ---------------------------------- | -------------------------------------- | ------------------ | --------------------------------------------------------- |
| ??                                 | K.S. Hollman                           |                    |                                                           |
| 1836 - 18??                        | Ernest baron de Lamberts de Cortenbach |                    |                                                           |
| 1839 - 1861                        | J.H. Janssen                           |                    |                                                           |
| 1861 - 1867                        | Egidius Slanghen                       | ?                  |                                                           |
| 1868 - 1884                        | W. Pieters                             |                    |                                                           |
| 1884 - 1894                        | G.J. Claessens                         |                    |                                                           |
| 1894 - 1903                        | F.J. Senden                            |                    |                                                           |
| 1903 - 1917                        | A.J. Hennen                            |                    |                                                           |
| 1917 - 1922                        | J.H. Dautzenberg                       |                    | opgevolgd door zijn zoon                                  |
| 1922 - 1958                        | M.J.H. Dautzenberg                     |                    | in 1945 was J.B. Schrijvers plaatsvervangend burgemeester |
| 1958 - 1969                        | Sjra (G.J.H.) Frencken                 |                    | vanaf maart 1968 met ziekteverlof                         |
| 1968 - 1980                        | Hub (J.W.H.) Sieben                    | KVP                | tot 1971 en deel 1980 waarnemend                          |
| 1980 - 1981                        | Leo (P.L.) Houben                      |                    | waarnemend                                                |
| 1 januari 1982 - 31 december 2004  | Huub (H.G.M.) Strous                   | CDA                |                                                           |
| 28 februari 2005 - 15 mei 2008     | Dieudonné (D.A.M.) Akkermans           | CDA                |                                                           |
| 19 mei 2008 - 14 oktober 2008      | Monique (M.J.I.) Quint-Maagdenberg     | PvdA               | waarnemend                                                |
| 15 oktober 2008 - 30 november 2014 | Ed (E.A.J.) Sprokkel                   | PvdA               | vanaf juli 2014 waarnemend                                |
| 1 december 2014 - 30 november 2024 | Wil (W.) Houben                        | VVD                | [ 1 ] [ 2 ]                                               |
| 2 december 2024 - heden            | Daniël (D.P.W.) Joppe                  | CDA                | [ 3 ]                                                     |